# Adam Dziedzic
Adam Dziedzic (ur. 26 września 1969 w Rzeszowie) – polski polityk, inżynier i samorządowiec, w latach 2014–2023 wójt gminy Świlcza, poseł na Sejm X kadencji.

## Życiorys
Z wykształcenia magister inżynier mechanik, absolwent Politechniki Rzeszowskiej. Pracował m.in. jako wiceprezes i prezes Podkarpackiego Centrum Hurtowego Agrohurt.
Dołączył do Polskiego Stronnictwa Ludowego. W wyborach samorządowych w 2006 uzyskał mandat radnego gminy Świlcza. W wyborach w 2010 został wybrany na radnego powiatu rzeszowskiego, kandydując z ramienia PSL i zdobywając 709 głosów. W 2014 ubiegał się o funkcję wójta gminy Świlcza; został wybrany w pierwszej turze wyborów, otrzymując 4056 głosów. W wyborach w 2018 uzyskał reelekcję w pierwszej turze, otrzymując 4242 głosy.
W 2021 został nowym prezesem ludowców w województwie podkarpackim, pokonał w głosowaniu posła Mieczysława Kasprzaka. W wyborach parlamentarnych w 2023 kandydował do Sejmu z pierwszego miejsca listy Trzeciej Drogi w okręgu rzeszowskim; został wybrany na posła X kadencji, uzyskując 24 304 głosy. W wyborach samorządowych w 2024 bezskutecznie kandydował na prezydenta Rzeszowa.

## Wyniki w wyborach ogólnopolskich i organów wykonawczych samorządu
| Wybory |  | Komitet                                        | Organ              | Okręg              | Wynik          |
| ------ |  | ---------------------------------------------- | ------------------ | ------------------ | -------------- |
| 2014   |  | KWW Razem Dla Gminy                            | Wójt gminy Świlcza | Wójt gminy Świlcza | 4056 (59,30%)  |
| 2018   |  | KWW Razem Dla Gminy Świlcza                    | Wójt gminy Świlcza | Wójt gminy Świlcza | 4242 (61,45%)  |
| 2023   |  | Trzecia Droga                                  | Sejm X kadencji    | nr 23              | 24 304 (3,61%) |
| 2024   |  | KWW Porozumienie Służy Ludziom – Trzecia Droga | Prezydent Rzeszowa | Prezydent Rzeszowa | 6 618 (8,76%)  |

## Życie prywatne
Syn Jana i Marty. Żonaty z Renatą Mikuszewską-Dziedzic (nauczycielką).